# Czesław Mroczek (aktor)

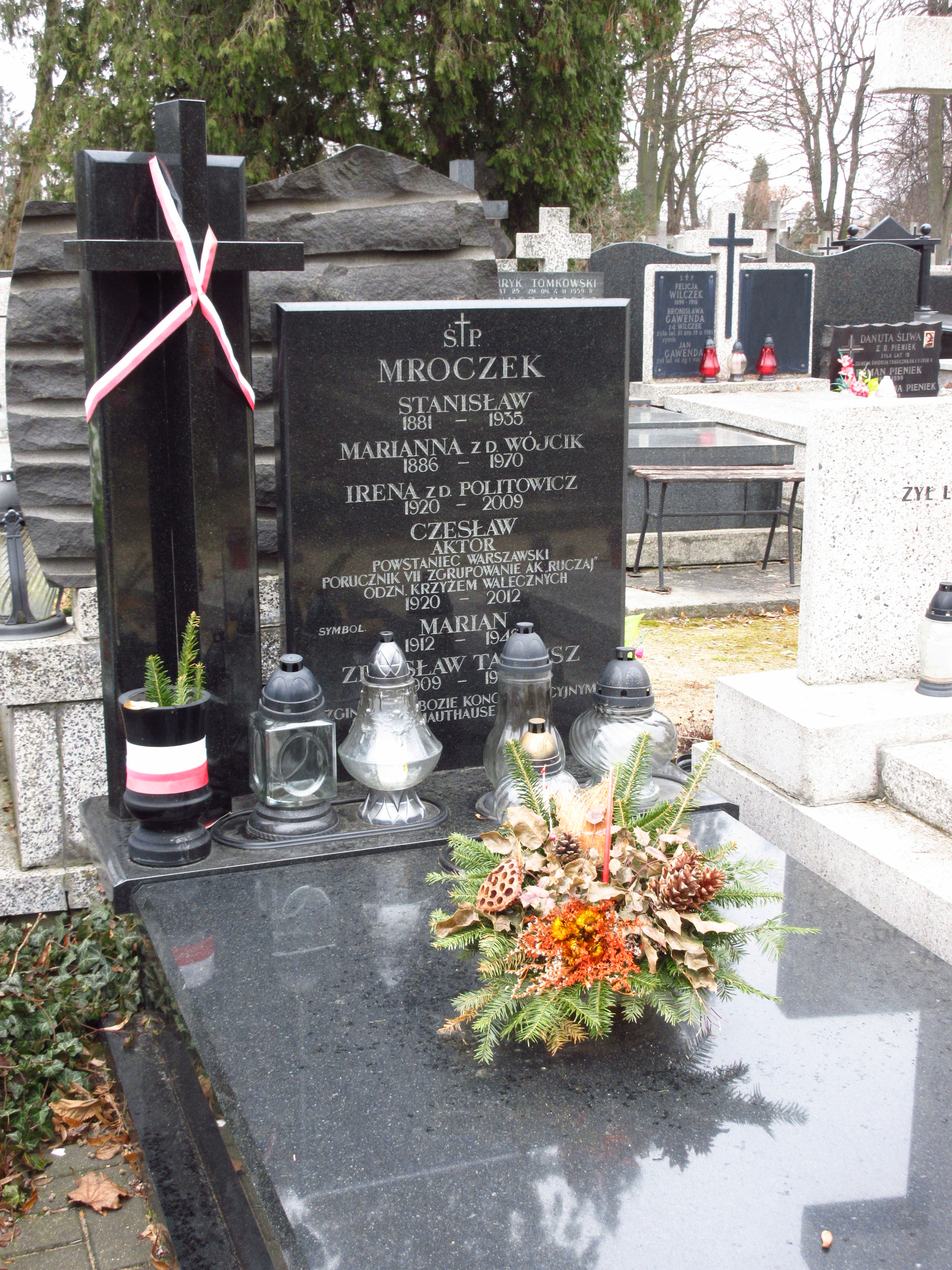
Grób Czesława Mroczka na cmentarzu Bródnowskim

Czesław Mroczek (ur. 23 marca 1920 w Warszawie, zm. 1 czerwca 2012 tamże) – polski aktor teatralny i filmowy aktor epizodyczny mający w swoim dorobku około pięćdziesięciu epizodów filmowych. Pochowany na cmentarzu Bródnowskim (kwatera 50D-1-18).

## Filmografia
- Przystań (1997), reż. J. Hryniak – Mężczyzna w pociągu
- Odjazd (1995), reż. M. Łazarkiewicz i P. Łazarkiewicz – Szyling, pensjonariusz Domu Rencisty
- Nowe przygody Arsena Lupin (1993), reż. A. Nahum – Staruszek w Wieliczce
- Pierścionek z orłem w koronie (1992), reż. A. Wajda – Kolejarz
- Lawa (1989), reż. T. Konwicki – Lokaj w scenie „Balu u Senatora”
- Biesy (1988), reż. A. Wajda – Robotnik
- W labiryncie (1988–1990), reż. P. Karpiński – Profesor Musiałowicz
- Spadek (1988), reż. M. Gronowski – Aleksiejuk
- Pięć minut przed gwizdkiem (1988), reż. M. Gronowski – Chłop
- Królewskie sny (1988), reż. G. Warchoł – Ofanas, służący Jagiełły
- Czarodziej z Harlemu (1988), reż. P. Karpiński – Mężczyzna z papierem toaletowym
- Dorastanie (1987), reż. M. Gronowski – proboszcz w Kobylnicy
- Zmiennicy odc. 6 (1986), reż. S. Bareja – Poros, pracownik Instytutu Literackiego „Opoka”
- Siekierezada (1985), reż. W. Leszczyński – Robotnik na wyrębie lasu
- Zabawa w chowanego (1984), reż. J. Zaorski – Niemowa
- Cień już niedaleko (1984), reż. K. Karabasz – Wojciech Dec, uczestnik spotkania
- Baryton (1984), reż. J. Zaorski – Fryderyk, akompaniator Taviatiniego
- Szaleństwa panny Ewy (1983), (odc. 1 i 3)
- 07 zgłoś się (1981) – portier w hotelu Victoria (odc. 12) i ormowiec nad jeziorem (odc. 14)
- Dom (1980) – rikszarz (odc. 2) i (1982) pracownik złomowiska (odc. 11)
- 07 zgłoś się (1978) – kierowca na przejściu granicznym (odc. 6)
- Rekord świata (1977), reż. F. Bajon – Dozorca Walicki
- Polskie drogi odc. 5 (1976), reż. J. Morgenstern – Dozorca kamienicy Jedlińskiego
- Przygody psa Cywila(1970) – robotnik remontujący most (odc. 2)
- Pieczone gołąbki (1966), reż. T. Chmielewski – Żabiński, pracownik „Grubej Kaśki”

## Użyczył głosu
- Dr. Crippen przed sądem (1963) – kapitan Kendall
- Czekamy na ciebie (1972) – Gafurow
- Miś Yogi: Jak się macie – Misia znacie? (1972)
- Dzielny szeryf Lucky Luke (1974) – wódz Indian
- Brygady Tygrysa (1974–1983) – Terressin
- Zaklęte rewiry (1975)
- Zwycięzca (1975) – Akim
- Dwanaście prac Asteriksa (1975) – Obelix (pierwsza wersja)
- Mali mieszkańcy wielkich gór (1977) – Dimas
- Porwany przez Indian (1979)
- Przygody barona Münchhausena (1979) – Herkules
- Słowik (1979)
- Trawniki wujka Poldi (1979)
- Sabat czarownic (1984)
- Asterix i niespodzianka dla Cezara (1985) – Panoramiks (pierwsza wersja)
- Ulubieniec publiczności (1985)
- Piotr Wielki (1986) – Daniło Mienszykow
- Smerfy (1987–1989) – troll Krong (odc. 22)
- Kot Tip-Top (koniec lat. 80) – szef portu (pierwsza wersja, odc. 1)
- Scooby i Scrappy Doo (koniec lat. 80) – Strażnik u jubilera (pierwsza wersja, odc. 1)
- Dzieci Jaskiniowców (koniec lat. 80) – doktor Pigrocks